# Fußball-Brandenburgliga 2014/15
Die Brandenburgliga 2014/15 war die 25. Spielzeit und die siebte als sechsthöchste Spielklasse im Fußball der Männer. Sie begann am 22. August 2014 mit dem Spiel TuS 1896 Sachsenhausen gegen den FC 98 Hennigsdorf und endete am 13. Juni 2015 mit dem 30. Spieltag.
Der 1. FC Frankfurt wurde in dieser Saison zum dritten Mal Landesmeister in Brandenburg und stieg damit in die Fußball-Oberliga Nordost auf. Der SV Victoria Seelow errang, Punktgleich aber mit einem schlechteren Torverhältnis um ein einziges Tor, die Vizemeisterschaft und sicherte sich somit den zweiten Aufstiegsplatz. Zur Winterpause führte Märkischer SV 1919 Neuruppin nach der Hinrunde die Tabelle der Brandenburgliga an und errang damit den inoffiziellen Titel des Herbstmeisters.
Als Absteiger stand nach dem 30. Spieltag der FC 98 Hennigsdorf fest und musste in die Landesliga absteigen.

## Teilnehmer
An der Spielzeit 2014/15 nahmen insgesamt 16 Vereine teil.
| ▼Absteiger aus der Oberliga Nordost 2013/14 |
| ------------------------------------------- |
| RSV Waltersdorf 1909                        |

| Mannschaften aus der Brandenburgliga 2013/14 | Mannschaften aus der Brandenburgliga 2013/14 | Mannschaften aus der Brandenburgliga 2013/14 |
| -------------------------------------------- | -------------------------------------------- | -------------------------------------------- |
| 1. FC Frankfurt                              | SV Victoria Seelow                           | Märkischer SV 1919 Neuruppin                 |
| TuS 1896 Sachsenhausen                       | SV Falkensee-Finkenkrug                      | VfB Hohenleipisch 1912                       |
| FV Preussen Eberswalde                       | Breesener SV Guben Nord                      | Werderaner FC Viktoria 1920                  |
| Oranienburger FC Eintracht 1901              | FC Stahl Brandenburg                         | SC Eintracht Miersdorf/Zeuthen               |
| FC 98 Hennigsdorf                            |                                              |                                              |

| ▲Aufsteiger aus der Landesliga 2013/14 | ▲Aufsteiger aus der Landesliga 2013/14 |
| -------------------------------------- | -------------------------------------- |
| RSV Eintracht 1949                     | Eisenhüttenstädter FC Stahl            |

## Spielstätten
| Logo | Verein                          | Stadion                           | Standort                 | Kapazität |
| ---- | ------------------------------- | --------------------------------- | ------------------------ | --------- |
|      | FC Stahl Brandenburg            | Stadion am Quenz                  | Brandenburg/Havel        | 15.500    |
|      | 1. FC Frankfurt                 | Stadion der Freundschaft          | Frankfurt (Oder)         | 12.000    |
|      | Eisenhüttenstädter FC Stahl     | Stadion der Hüttenwerker          | Eisenhüttenstadt         | 10.000    |
|      | Märkischer SV 1919 Neuruppin    | Volksparkstadion                  | Neuruppin                | 5.000     |
|      | FC 98 Hennigsdorf               | Sportpark Fontanestraße           | Hennigsdorf              | 5.000     |
|      | VfB Hohenleipisch 1912          | VfB-Sportgelände                  | Hohenleipisch            | 5.000     |
|      | FV Preussen Eberswalde          | Westend-Stadion                   | Eberswalde               | 4.000     |
|      | SV Victoria Seelow              | Sparkassen-Arena                  | Seelow                   | 3.700     |
|      | Werderaner FC Viktoria 1920     | Arno-Franz-Sportplatz             | Werder/Havel             | 3.000     |
|      | RSV Eintracht 1949              | Sportanlage Heinrich-Zille-Straße | Stahnsdorf               | 3.000     |
|      | Oranienburger FC Eintracht 1901 | Lehnitzsee Immobilien Arena       | Oranienburg              | 2.200     |
|      | TuS 1896 Sachsenhausen          | ELGORA-Stadion                    | Sachsenhausen            | 2.100     |
|      | SV Falkensee-Finkenkrug         | Sportplatz Leistikowstraße        | Falkensee                | 2.000     |
|      | SC Eintracht Miersdorf/Zeuthen  | Sportplatz Miersdorf              | Zeuthen                  | 2.000     |
|      | Breesener SV Guben Nord         | Sportanlage an der Baumschule     | Guben                    | 1.500     |
|      | RSV Waltersdorf 1909            | HDS-Arena                         | Waltersdorf (Schönefeld) | 1.500     |

## Abschlusstabelle
| Pl. | Verein                          | Sp. | S  | U  | N  | Tore    | Diff. | Punkte |
| --- | ------------------------------- | --- | -- | -- | -- | ------- | ----- | ------ |
| 1.  | 1. FC Frankfurt                 | 30  | 19 | 5  | 6  | 076:400 | +36   | 62     |
| 2.  | SV Victoria Seelow              | 30  | 19 | 5  | 6  | 071:360 | +35   | 62     |
| 3.  | RSV Waltersdorf 1909 (A)        | 30  | 18 | 6  | 6  | 059:270 | +32   | 60     |
| 4.  | Märkischer SV 1919 Neuruppin    | 30  | 17 | 6  | 7  | 056:280 | +28   | 57     |
| 5.  | TuS 1896 Sachsenhausen          | 30  | 15 | 6  | 9  | 072:400 | +32   | 51     |
| 6.  | SV Falkensee-Finkenkrug         | 30  | 11 | 11 | 8  | 038:280 | +10   | 44     |
| 7.  | VfB Hohenleipisch 1912          | 30  | 12 | 8  | 10 | 040:410 | −1    | 44     |
| 8.  | FV Preussen Eberswalde          | 30  | 11 | 7  | 12 | 038:460 | −8    | 40     |
| 9.  | Eisenhüttenstädter FC Stahl (N) | 30  | 10 | 7  | 13 | 052:630 | −11   | 37     |
| 10. | Breesener SV Guben Nord         | 30  | 9  | 10 | 11 | 032:450 | −13   | 37     |
| 11. | Werderaner FC Viktoria 1920     | 30  | 9  | 9  | 12 | 036:400 | −4    | 36     |
| 12. | Oranienburger FC Eintracht 1901 | 30  | 9  | 7  | 14 | 032:460 | −14   | 34     |
| 13. | FC Stahl Brandenburg            | 30  | 9  | 4  | 17 | 047:670 | −20   | 31     |
| 14. | RSV Eintracht 1949 (N)          | 30  | 6  | 11 | 13 | 027:450 | −18   | 29     |
| 15. | SC Eintracht Miersdorf/Zeuthen  | 30  | 7  | 8  | 15 | 039:600 | −21   | 29     |
| 16. | FC 98 Hennigsdorf               | 30  | 1  | 6  | 23 | 018:810 | −63   | 09     |

| (A) | Absteiger aus der Oberliga Nordost 2013/14 |
| (N) | Aufsteiger aus der Landesliga 2013/14      |

## Kreuztabelle
Die Kreuztabelle stellt die Ergebnisse aller Spiele dieser Saison dar. Die Heimmannschaft ist in der linken Spalte, die Gastmannschaft in der oberen Zeile aufgelistet.
| 2014/15                        | 1. FC Frankfurt | SV Victoria Seelow | RSV Waltersdorf 09 | Märkischer SV 1919 Neuruppin | TuS 1896 Sachsenhausen | SV Falkensee-Finkenkrug | VfB Hohenleipisch 1912 | FV Preussen Eberswalde | Eisenhüttenstädter FC Stahl | Breesener SV Guben Nord | Werderaner FC Viktoria 1920 | Oranienburger FC Eintracht | FC Stahl Brandenburg | RSV Eintracht 1949 | SC Eintracht Miersdorf/Zeuthen | FC 98 Hennigsdorf |
| ------------------------------ | --------------- | ------------------ | ------------------ | ---------------------------- | ---------------------- | ----------------------- | ---------------------- | ---------------------- | --------------------------- | ----------------------- | --------------------------- | -------------------------- | -------------------- | ------------------ | ------------------------------ | ----------------- |
| 1. FC Frankfurt                |                 | 2:1                | 2:3                | 0:4                          | 4:1                    | 0:1                     | 3:3                    | 1:1                    | 4:7                         | 4:0                     | 3:0                         | 2:0                        | 5:3                  | 4:0                | 5:1                            | 3:0               |
| SV Victoria Seelow             | 1:5             |                    | 2:1                | 4:0                          | 0:2                    | 1:1                     | 3:0                    | 4:1                    | 3:1                         | 2:1                     | 3:0                         | 3:2                        | 4:1                  | 6:1                | 2:1                            | 2:1               |
| RSV Waltersdorf 1909           | 1:2             | 3:1                |                    | 2:1                          | 4:0                    | 1:2                     | 2:0                    | 1:2                    | 2:2                         | 0:0                     | 1:1                         | 4:0                        | 4:1                  | 1:0                | 1:1                            | 5:0               |
| Märkischer SV 1919 Neuruppin   | 0:1             | 2:1                | 2:1                |                              | 2:0                    | 1:1                     | 0:1                    | 3:1                    | 4:1                         | 2:2                     | 2:0                         | 1:1                        | 3:1                  | 1:1                | 6:1                            | 1:0               |
| TuS 1896 Sachsenhausen         | 3:1             | 2:2                | 1:3                | 0:2                          |                        | 5:1                     | 3:0                    | 5:2                    | 0:0                         | 5:0                     | 4:2                         | 3:1                        | 5:0                  | 4:0                | 5:1                            | 2:2               |
| SV Falkensee-Finkenkrug        | 0:0             | 2:2                | 0:2                | 0:1                          | 1:1                    |                         | 1:1                    | 0:0                    | 1:1                         | 0:1                     | 1:1                         | 0:2                        | 3:0                  | 3:0                | 4:0                            | 5:1               |
| VfB Hohenleipisch 1912         | 2:3             | 0:4                | 0:2                | 1:1                          | 2:1                    | 1:0                     |                        | 3:0                    | 5:2                         | 1:1                     | 2:1                         | 2:1                        | 2:2                  | 2:0                | 3:0                            | 2:0               |
| FV Preussen Eberswalde         | 1:1             | 0:3                | 0:2                | 3:0                          | 3:3                    | 2:3                     | 1:0                    |                        | 4:1                         | 1:2                     | 1:0                         | 0:1                        | 2:1                  | 3:2                | 1:0                            | 2:1               |
| Eisenhüttenstädter FC Stahl    | 1:2             | 0:3                | 4:0                | 1:2                          | 0:6                    | 0:0                     | 1:2                    | 1:3                    |                             | 4:3                     | 4:1                         | 2:2                        | 3:2                  | 1:1                | 3:1                            | 3:2               |
| Breesener SV Guben Nord        | 1:3             | 0:3                | 1:1                | 0:3                          | 2:1                    | 0:3                     | 1:0                    | 0:1                    | 2:1                         |                         | 0:0                         | 0:0                        | 4:3                  | 1:1                | 1:1                            | 3:0               |
| Werderaner FC Viktoria 1920    | 1:3             | 2:2                | 0:2                | 0:0                          | 0:2                    | 1:0                     | 2:2                    | 2:0                    | 2:2                         | 2:0                     |                             | 0:1                        | 1:0                  | 1:0                | 1:1                            | 4:1               |
| Oranienburger FC Eintracht     | 0:5             | 1:0                | 1:2                | 0:3                          | 1:0                    | 3:1                     | 1:0                    | 1:1                    | 3:1                         | 0:0                     | 0:3                         |                            | 1:2                  | 0:0                | 4:1                            | 2:2               |
| FC Stahl Brandenburg           | 2:4             | 2:3                | 0:2                | 1:4                          | 1:1                    | 0:1                     | 3:0                    | 3:2                    | 0:1                         | 2:1                     | 2:1                         | 2:1                        |                      | 0:3                | 2:2                            | 4:2               |
| RSV Eintracht 1949             | 2:0             | 2:2                | 0:0                | 2:1                          | 1:5                    | 0:1                     | 1:1                    | 0:0                    | 0:1                         | 0:1                     | 1:1                         | 1:0                        | 0:1                  |                    | 0:0                            | 5:2               |
| SC Eintracht Miersdorf/Zeuthen | 0:0             | 0:1                | 1:3                | 1:0                          | 2:1                    | 0:2                     | 0:1                    | 2:0                    | 3:1                         | 1:4                     | 0:3                         | 4:2                        | 2:2                  | 1:1                |                                | 5:1               |
| FC 98 Hennigsdorf              | 0:4             | 0:3                | 0:3                | 0:4                          | 0:1                    | 0:0                     | 1:1                    | 0:0                    | 0:2                         | 0:0                     | 0:3                         | 1:0                        | 0:4                  | 1:2                | 0:6                            |                   |

## Statistiken

### Torschützenliste
| Pl. | Spieler           | Mannschaft                   | Tore |
| --- | ----------------- | ---------------------------- | ---- |
| 1.  | Andor Müller      | TuS 1896 Sachsenhausen       | 23   |
| 2.  | Artur Aniol       | 1. FC Frankfurt              | 21   |
| 3.  | Marcel Weckwerth  | Märkischer SV 1919 Neuruppin | 20   |
| 4.  | Paul van Humbeeck | RSV Waltersdorf 1909         | 15   |
| 5.  | Robert Budzalek   | SV Victoria Seelow           | 14   |

### Zuschauertabelle
| Pl.    | Verein | Verein                          | Spiele | Zuschauer | ø pro Spiel |
| ------ | ------ | ------------------------------- | ------ | --------- | ----------- |
| 01.    |        | 1. FC Frankfurt                 | 15     | 4.238     | 282         |
| 02.    |        | TuS 1896 Sachsenhausen          | 15     | 4.173     | 278         |
| 03.    |        | SV Victoria Seelow              | 15     | 3.665     | 244         |
| 04.    |        | Oranienburger FC Eintracht 1901 | 15     | 3.229     | 215         |
| 05.    |        | VfB Hohenleipisch 1912          | 15     | 2.604     | 173         |
| 06.    |        | FC 98 Hennigsdorf               | 15     | 2.429     | 161         |
| 07.    |        | Breesener SV Guben Nord         | 15     | 2.332     | 155         |
| 08.    |        | Eisenhüttenstädter FC Stahl     | 15     | 2.158     | 143         |
| 09.    |        | RSV Waltersdorf 1909            | 15     | 2.120     | 141         |
| 10.    |        | Märkischer SV 1919 Neuruppin    | 15     | 2.100     | 140         |
| 11.    |        | Werderaner FC Viktoria 1920     | 15     | 2.055     | 137         |
| 12.    |        | SC Eintracht Miersdorf/Zeuthen  | 15     | 2.011     | 134         |
| 13.    |        | SV Falkensee-Finkenkrug         | 15     | 1.926     | 128         |
| 14.    |        | FC Stahl Brandenburg            | 15     | 1.872     | 124         |
| 15.    |        | FV Preussen Eberswalde          | 15     | 1.850     | 123         |
| 16.    |        | RSV Eintracht 1949              | 15     | 1.242     | 82          |
| Gesamt | Gesamt | Gesamt                          | Gesamt | 40.004    | 167         |